# Église Sainte-Sophie de Thessalonique
L'église Sainte-Sophie  (en grec moderne : Ἁγία Σοφία, Ayas Sophia : Sainte Sagesse) est l'une des plus anciennes églises de Thessalonique. Elle est inscrite depuis 1988 sur la liste du patrimoine mondial de l'UNESCO au sein du bien intitulé « Monuments paléochrétiens et byzantins de Thessalonique ».

## Description

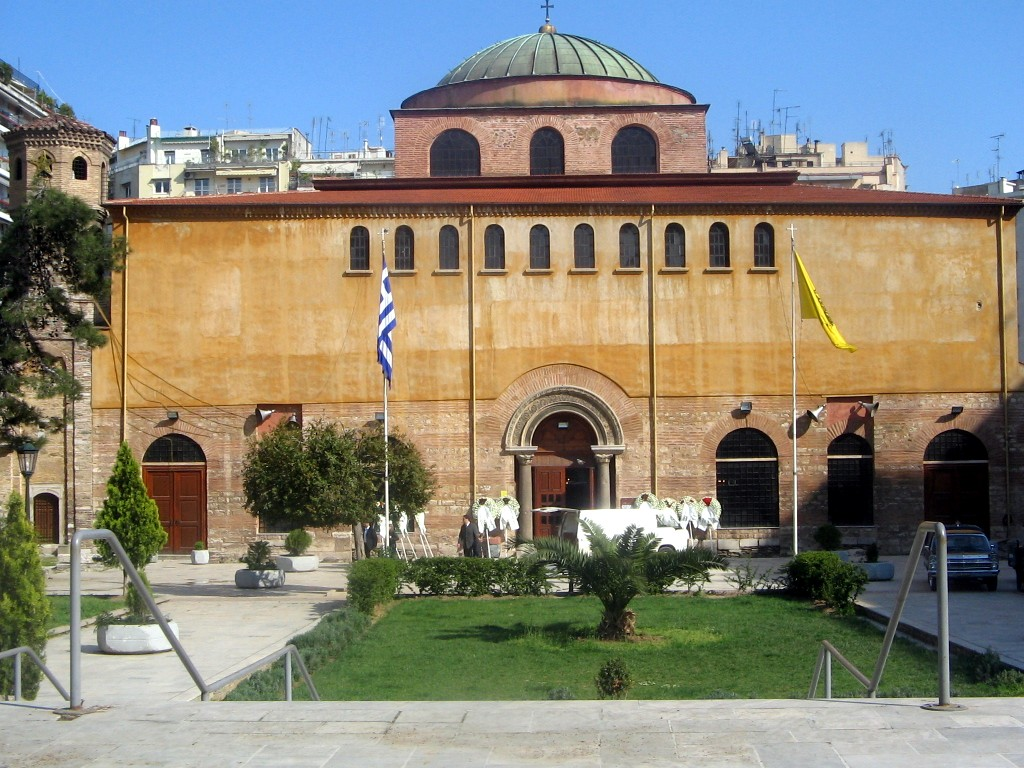
L'entrée principale ouest.

C'est une basilique avec un dôme à la croisée de la nef et du transept, la plus grande longueur fait 45 mètres, avec une largeur de 35 mètres. Elle est légèrement en dévers par rapport à la chaussée actuelle.

## Historique

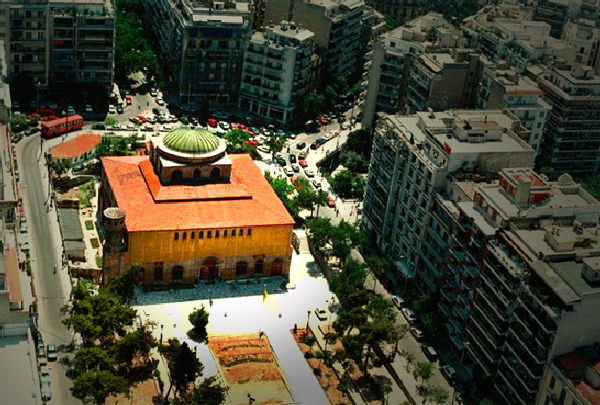
l'église Sainte Sophie vue du haut

La première église du IVe siècle était à la place de l'église actuelle qui date du début du VIIe siècle, vraisemblablement peu avant 620. Les traces d'une inscription indiquent que le dôme fut érigé lors d'une deuxième phase en 690-691, tandis que la décoration de l'abside fut achevée en 783 pour les célébrations de la reprise de la ville par l'empereur au détriment des Slaves. Au Xe siècle, les collatéraux furent réaménagés. En 1205, avec la quatrième croisade l'église est vouée au culte catholique romain. La ville et l'église furent reprises par l'empire byzantin en 1246. Après la conquête ottomane en 1430, l'édifice fut converti en mosquée et on y plaça un minaret. À la suite de la prise de la ville par les Grecs en 1912, le monument fut à nouveau transformé en église chrétienne orthodoxe.

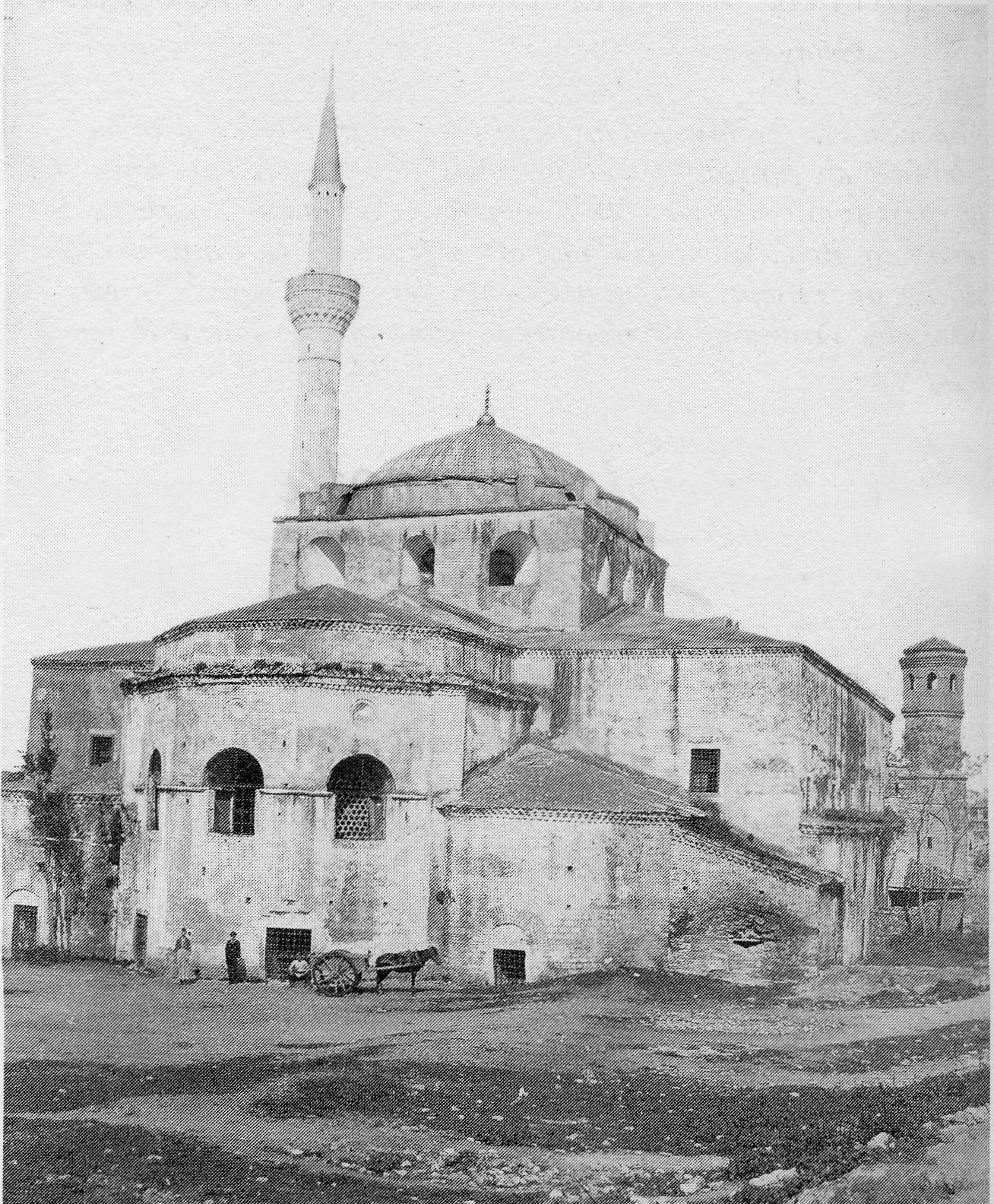
Avant 1890 avec son minaret de mosquée.
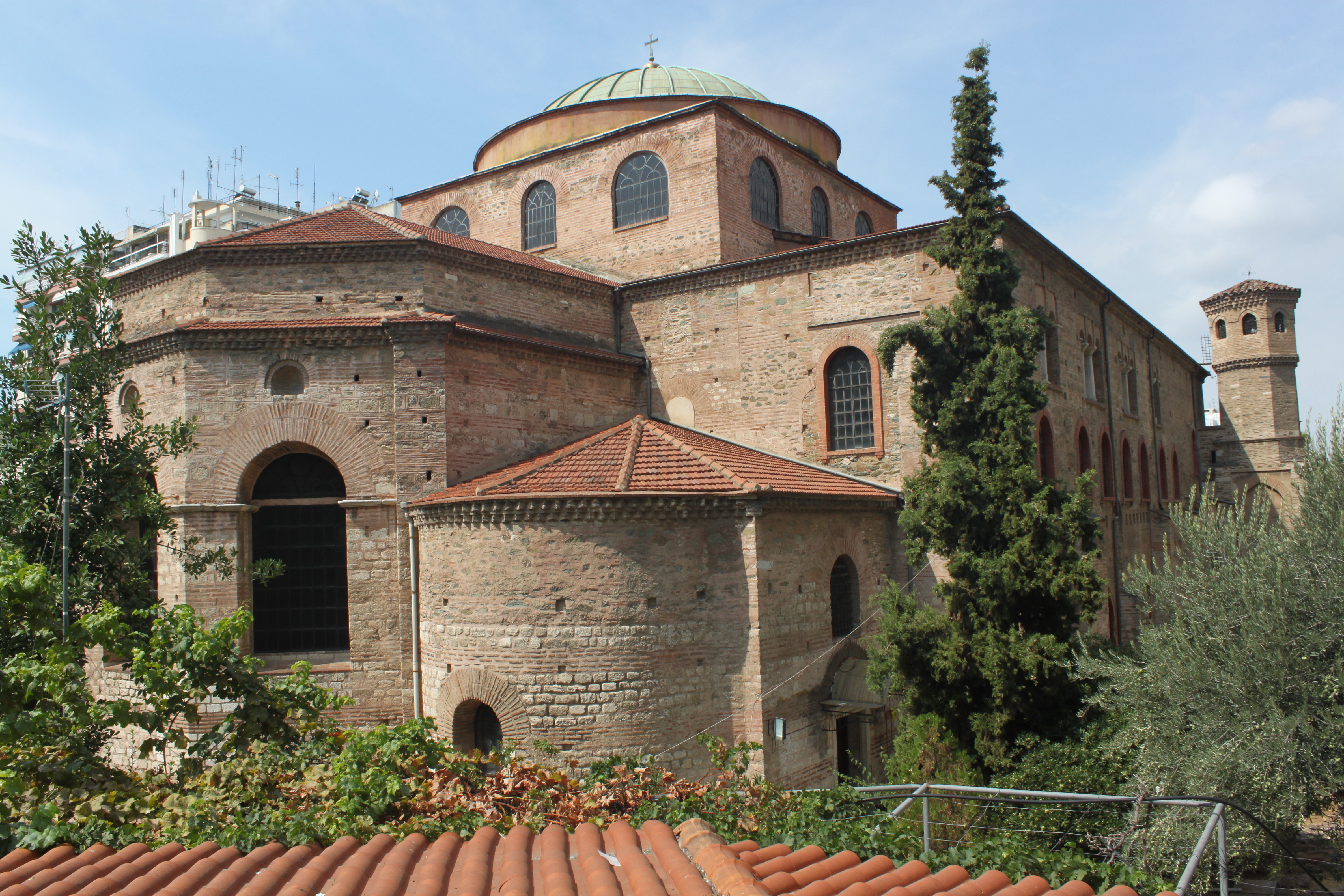
Vue de l'église depuis l'angle nord-est
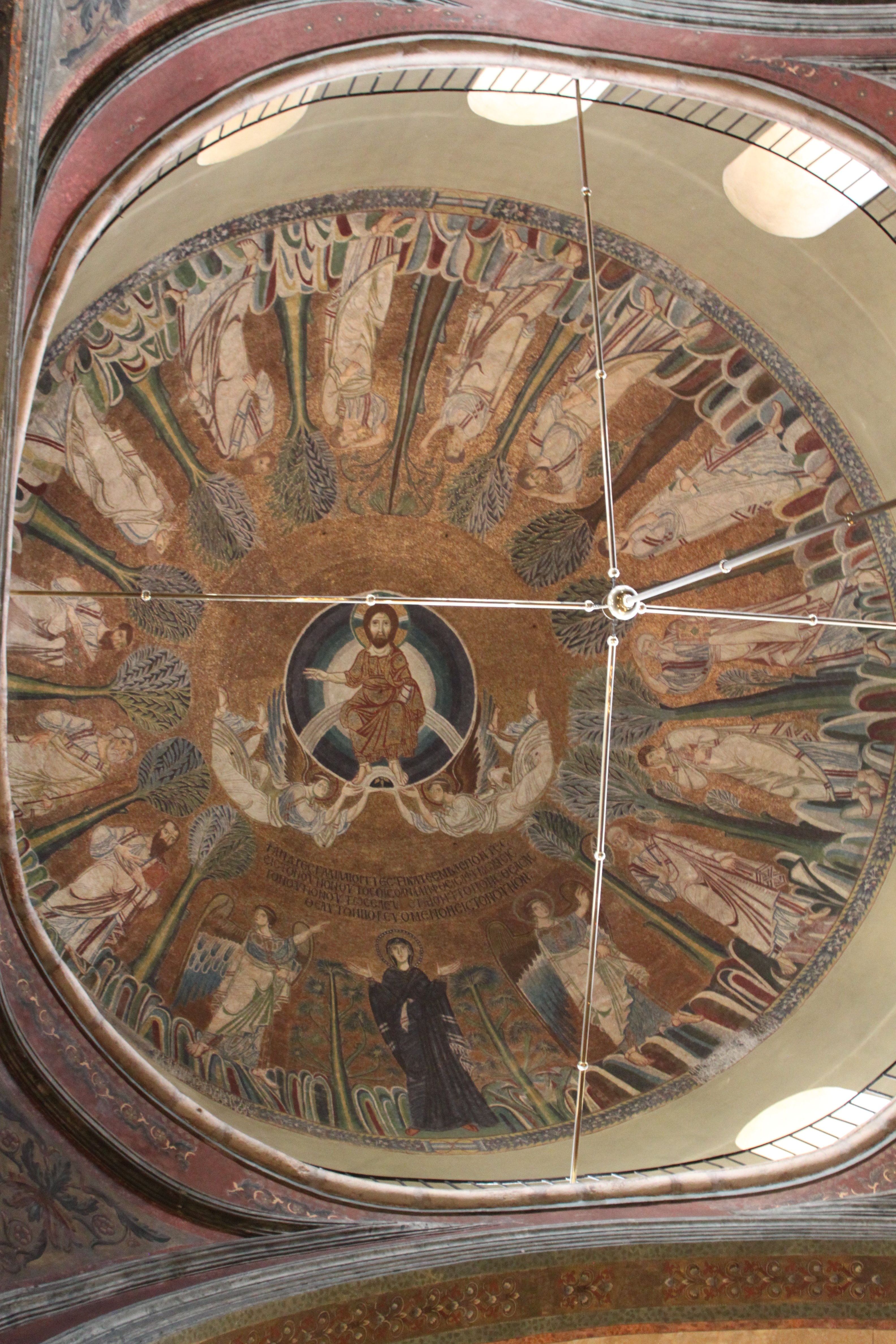
Coupole
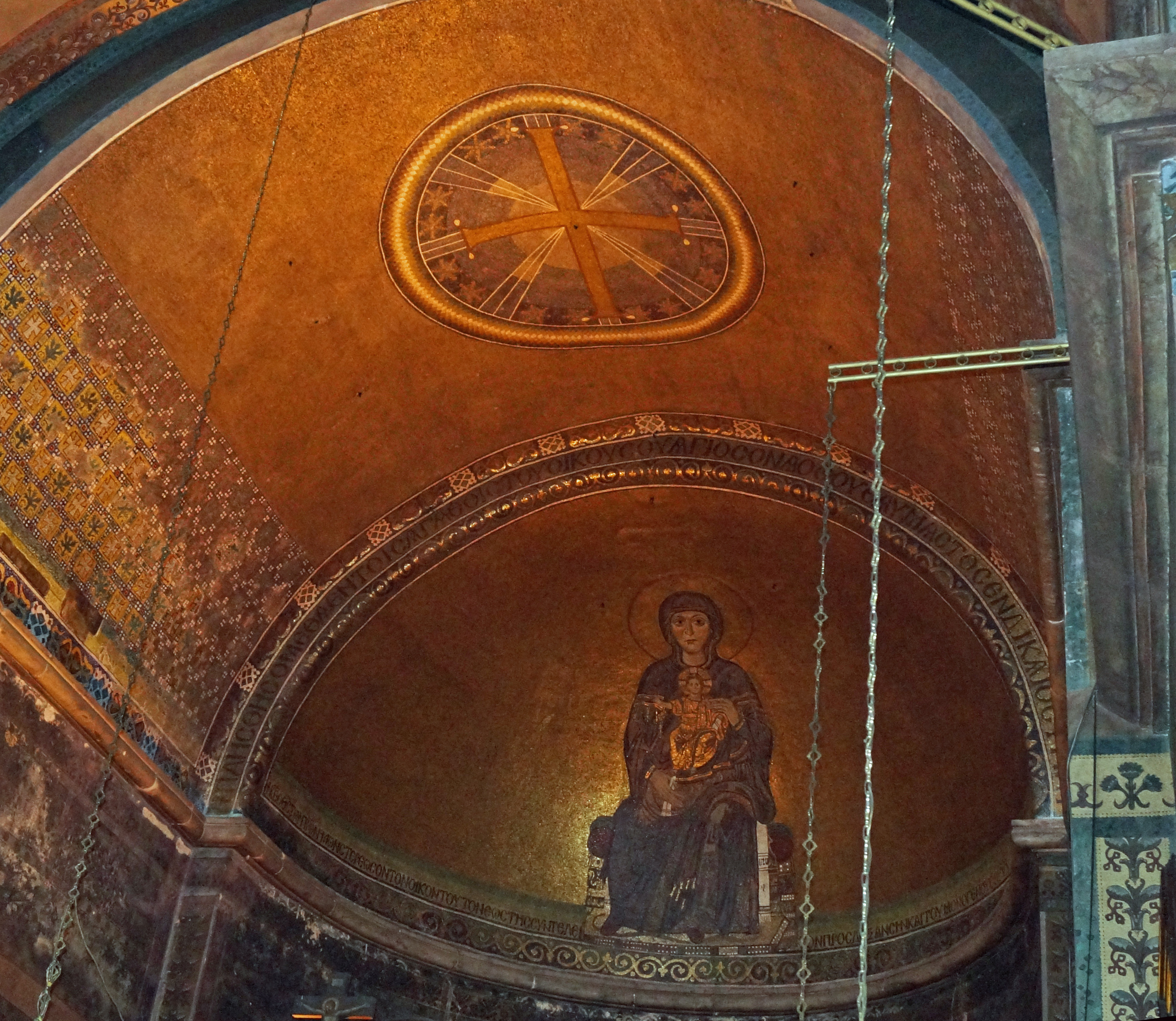
Mosaïque de l'abside.
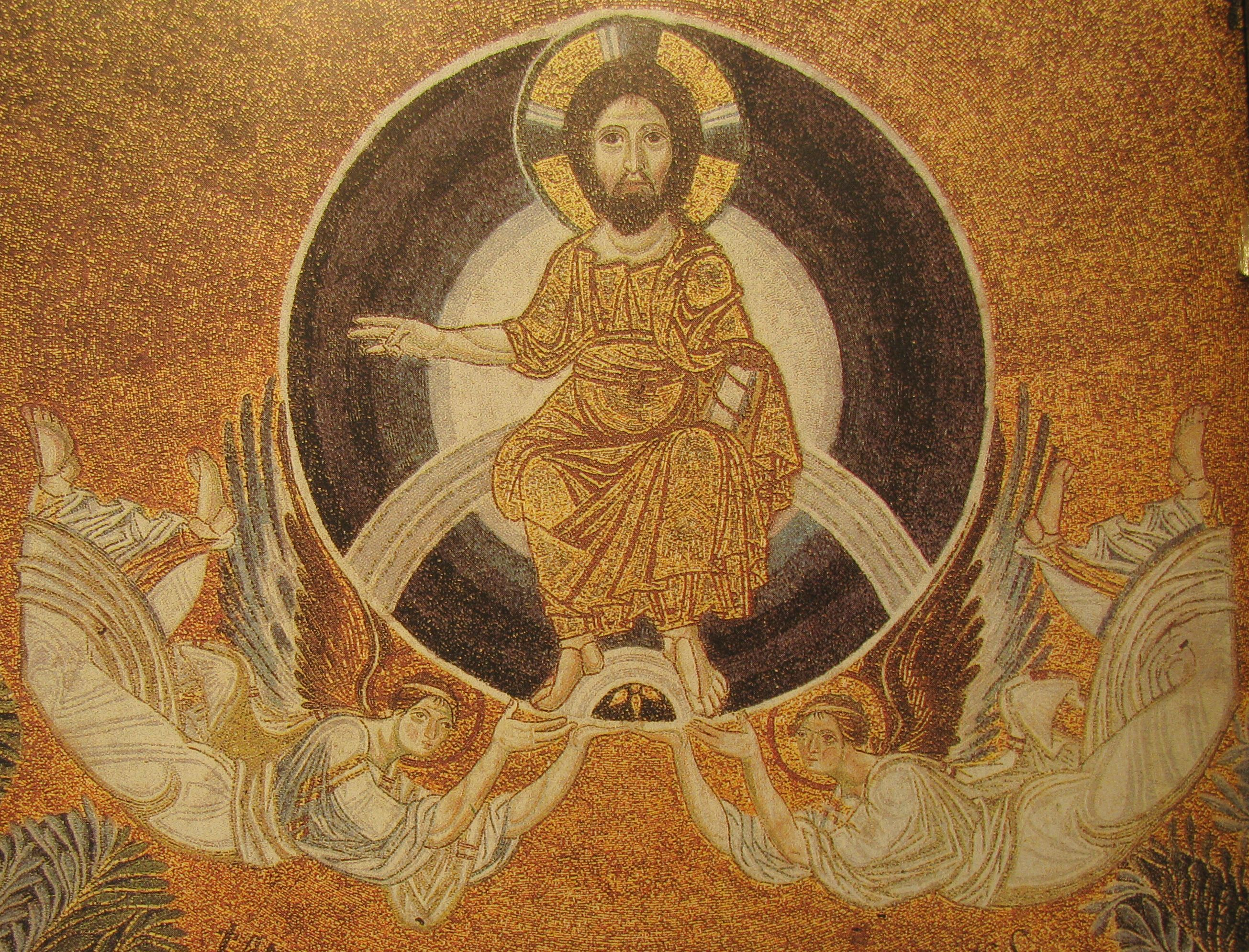
Décor de la coupole centrale.
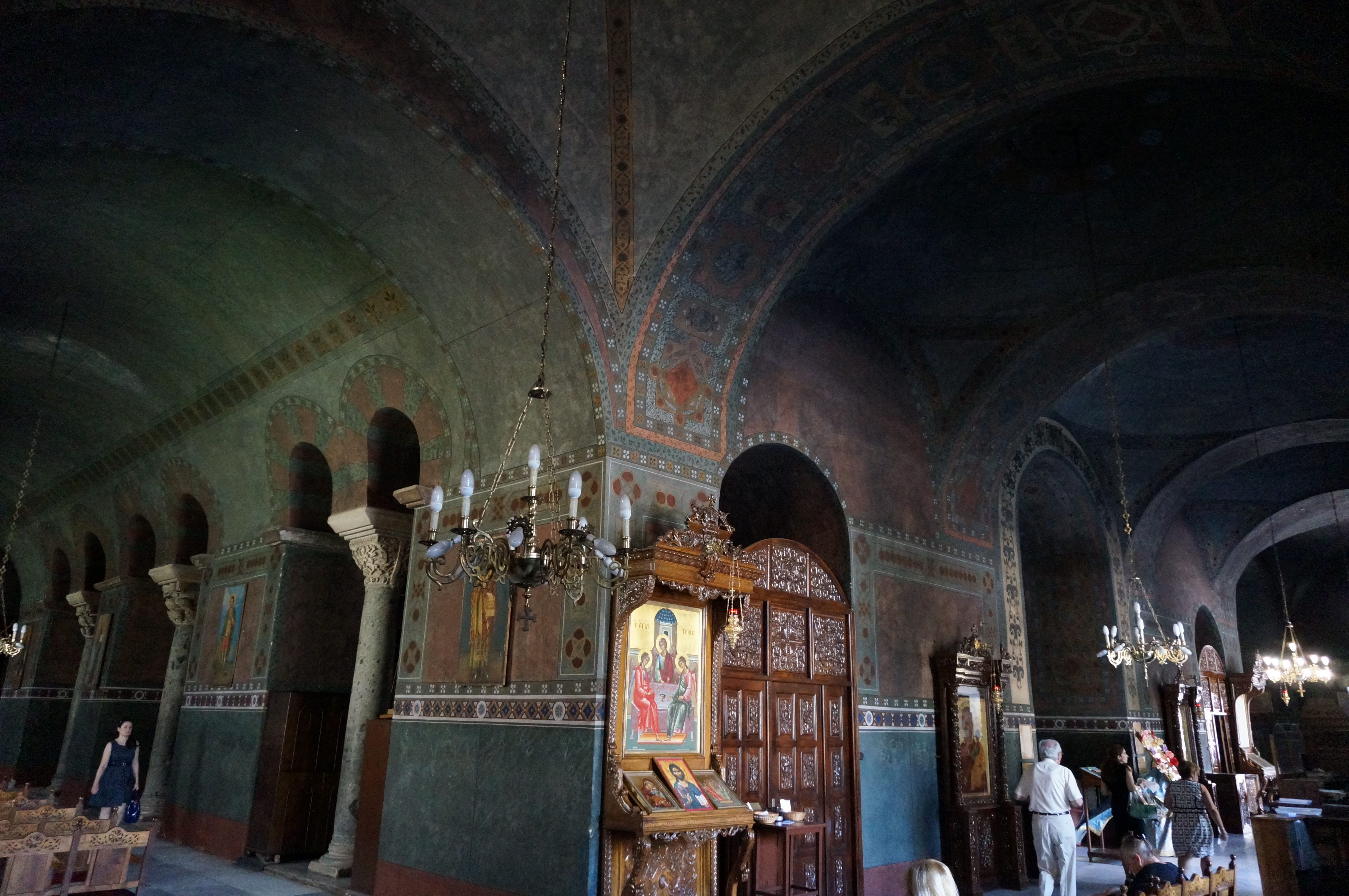
L'intérieur dans l'angle nord ouest.
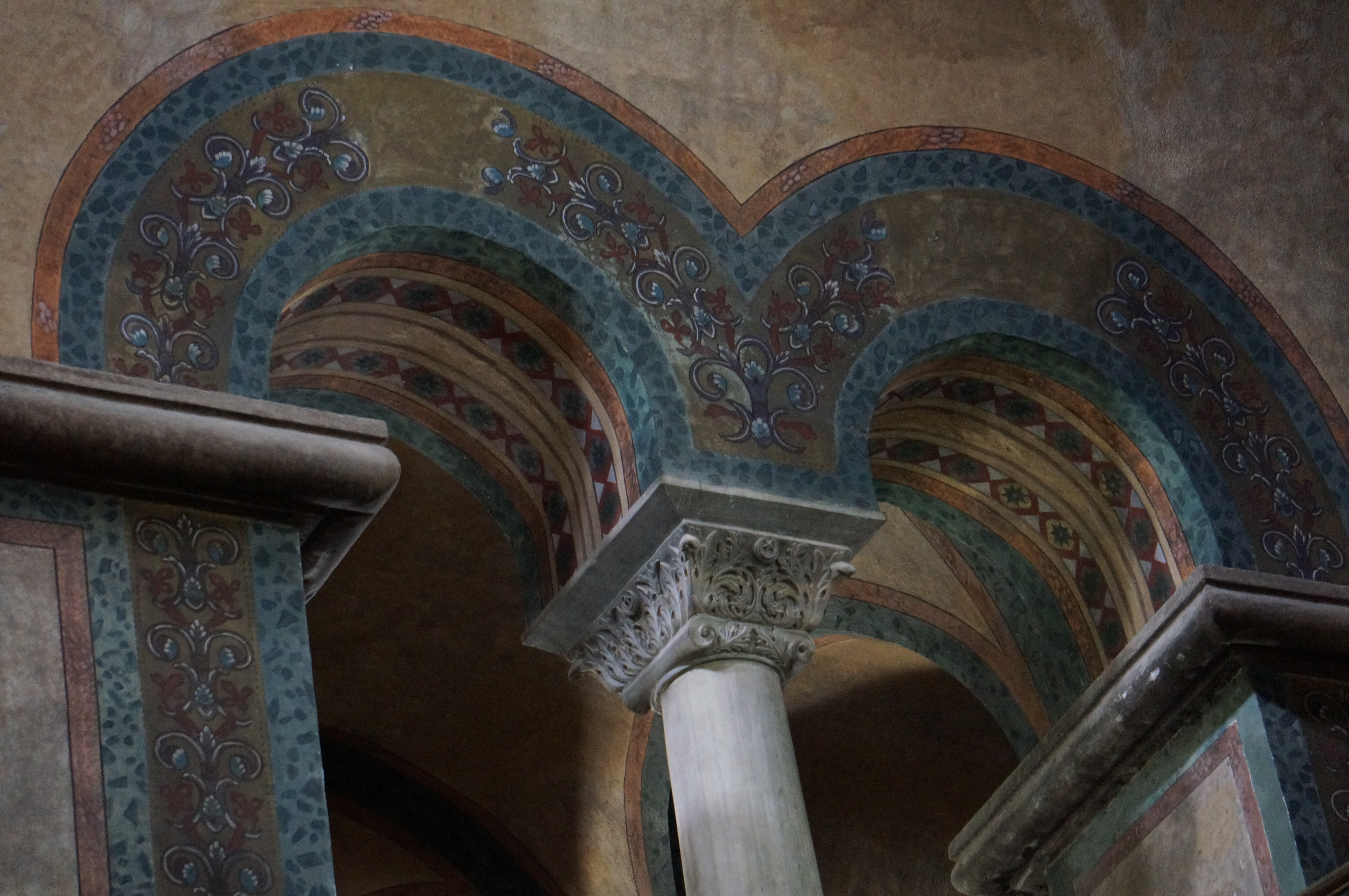
Chapiteau intérieur.